# 오목교 (서울특별시)
오목교는 서울특별시 영등포구 양평동과 양천구 목동 사이를 잇는 다리이다. 안양천을 가로지르며, 안양천의 본 이름인 오목천에서 이 다리의 이름이 기원한다. 1965년 착공을 시작하여 1970년 최종 개통되었다.
예전에 여의도, 회현동 개발과 함께 쫓겨난 집단 철거민의 판자촌과 구로동 노동자의 쪽방촌이 어우러져 있던 곳이었다. 지금은 주변에 아파트가 즐비하다.

## 같이 보기
- 오목교역